# Erythrolamprus almadensis
Erythrolamprus almadensis — вид змій родини полозових (Colubridae). Мешкає в Південній Америці. Вид названий на честь німецько-британського зоолога Альберта Гюнтера.

## Поширення і екологія
Erythrolamprus almadensis мешкають в Бразилії, Болівії, Аргентині, Парагваї і Уругваї. Вони живуть в саванах серрадо і чако, в каатинзі, на галявинах атлантичних лісів та у пампі, трапляються на берегах річок, озер і ставків. Зустрічаються на висоті до 1700 м над півнем моря. Живляться земноводними, відкладають яйця.